# Paul Scott Lockhart
Paul Scott Lockhart (* 28. dubna 1956, Amarillo, Texas, USA) je americký vojenský pilot a kosmonaut. Ve vesmíru byl dvakrát.

## Život

### Studium a zaměstnání
Absolvoval střední školu Tascosa High School v rodném Amarillu. Vysokoškolské vzdělání získal na Texas Tech University a University of Texas. Dostudoval v roce 1981.
V armádě sloužil jako pilot na různých místech v USA i v Německu.
V letech 1996 až 1998 absolvoval výcvik budoucích kosmonautů v Houstonu, poté byl zařazen do jednotky astronautů NASA.
Oženil se, jeho manželkou je Mary Thereza, rozená Germaine.
Má přezdívku Paco.

### Lety do vesmíru
Na oběžnou dráhu se v raketoplánu dostal dvakrát ve funkci pilot, pracoval na orbitální stanici ISS, strávil ve vesmíru 27 dní, 15 hodin a 23 minut. Byl 417 člověkem ve vesmíru.
- STS-111 Endeavour (5. června 2002 – 19. června 2002)
- STS-113 Endeavour (21. listopadu 2002 – 7. prosince 2002)